# Apotheke Palanga

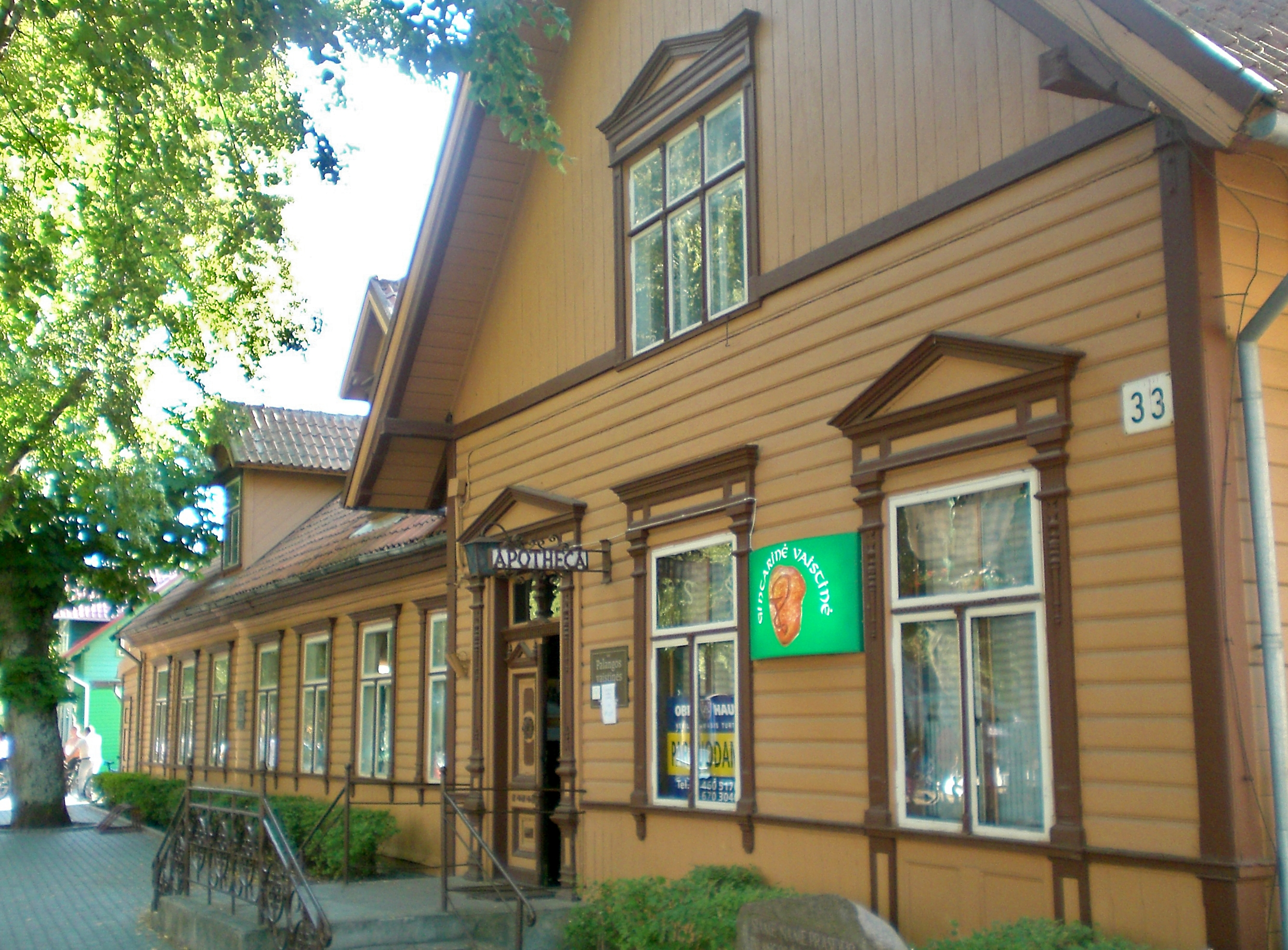
Gebäude

Die Apotheke Palanga ist die älteste Apotheke in Litauen. Sie wurde im Juli 1827 in der Stadt Palanga gegründet. 
Das Privileg, eine Apotheke zu bauen, wurde 1826 erteilt. Ihr Gründer und Erstbesitzer, der in Deutschland geborene Wilhelm Johann Grüning aus Riga, patentierte hier die Herstellung der ursprünglichen 27 Kräuterextrakte „Trejos devynerios“. Von 1944 bis 1951 beherbergte das Apothekengebäude  den NKWD-Sitz. Heute befinden sich in dem Gebäude eine Apotheke, ein Weinhaus und Wohnräume für Urlauber der Kurstadt. Die alte Apotheke ist ein staatlich geschütztes Baudenkmal.